# Daniel Biasini
Daniel Biasini (* 1949 in Paris) ist ein französischer Schriftsteller und ehemaliger Immobilienmakler, der von 1975 bis 1981 mit der Schauspielerin Romy Schneider verheiratet war.

## Leben
Daniel Biasini studierte einige Semester in den USA, bevor er 1972 nach Paris zurückkehrte und im selben Jahr bei der Lira-Film in Paris angestellt wurde. Er lernte Romy Schneider im Verlauf der Dreharbeiten zu dem Film Le Train – Nur ein Hauch von Glück kennen. Zunächst wurde er ihr Sekretär und heiratete sie, kurz nachdem sie von ihrem ersten Ehemann, Harry Meyen, geschieden worden war. Dieser Ehe entstammt die gemeinsame Tochter Sarah Biasini. Daniel Biasini ist seit 2003 mit Gabriele Heydrich verheiratet. Der ehemalige Immobilienmakler lebt und arbeitet heute als Schriftsteller auf Mallorca.
Zuvor versuchte er sich als Drehbuchautor. Sein Drehbuch Der ungeratene Sohn wurde 1980 von Claude Sautet verfilmt. Weiterhin schrieb er das Buch Meine Romy über seine Ex-Frau Romy Schneider.

## Werke
- Daniel Biasini: Meine Romy. Aufgezeichnet von Marco Schenz. Langen-Müller, München 1998, ISBN 3-7844-2687-5. Taschenbuchausgabe: Droemer Knaur, München 2000, ISBN 3-426-61253-4